# タンザニア関係記事の一覧
タンザニア関係記事の一覧（タンザニアかんけいきじのいちらん）
- イラク族
- エンガルカ（英語版、ブルガリア語版）：同国北部に存在する地域。アフリカ南東部における鉄器時代の遺跡が存在する最も重要な場所の一つと考えられている
- オルドイニョ・レンガイ
- クリストファー・イセグエ
- サッカーザンジバル代表
- サッカータンザニア代表
- ザンジバル
- ザンジバル島のストーン・タウン
- ジュマ・イカンガー
- スレイマン・ニャンブイ
- セレンゲティ国立公園
- 大地溝帯
- ダウ船
- ダルエスサラーム
- タンザニア
- タンザニアの国歌
- タンザニアの国旗
- タンザニアの地方行政区分
- タンザニアの都市の一覧
- ドドマ
- ナイルパーチ
- ルアハ国立公園
- ンゴロンゴロ保全地域